# Memoriał Alfreda Smoczyka 1982

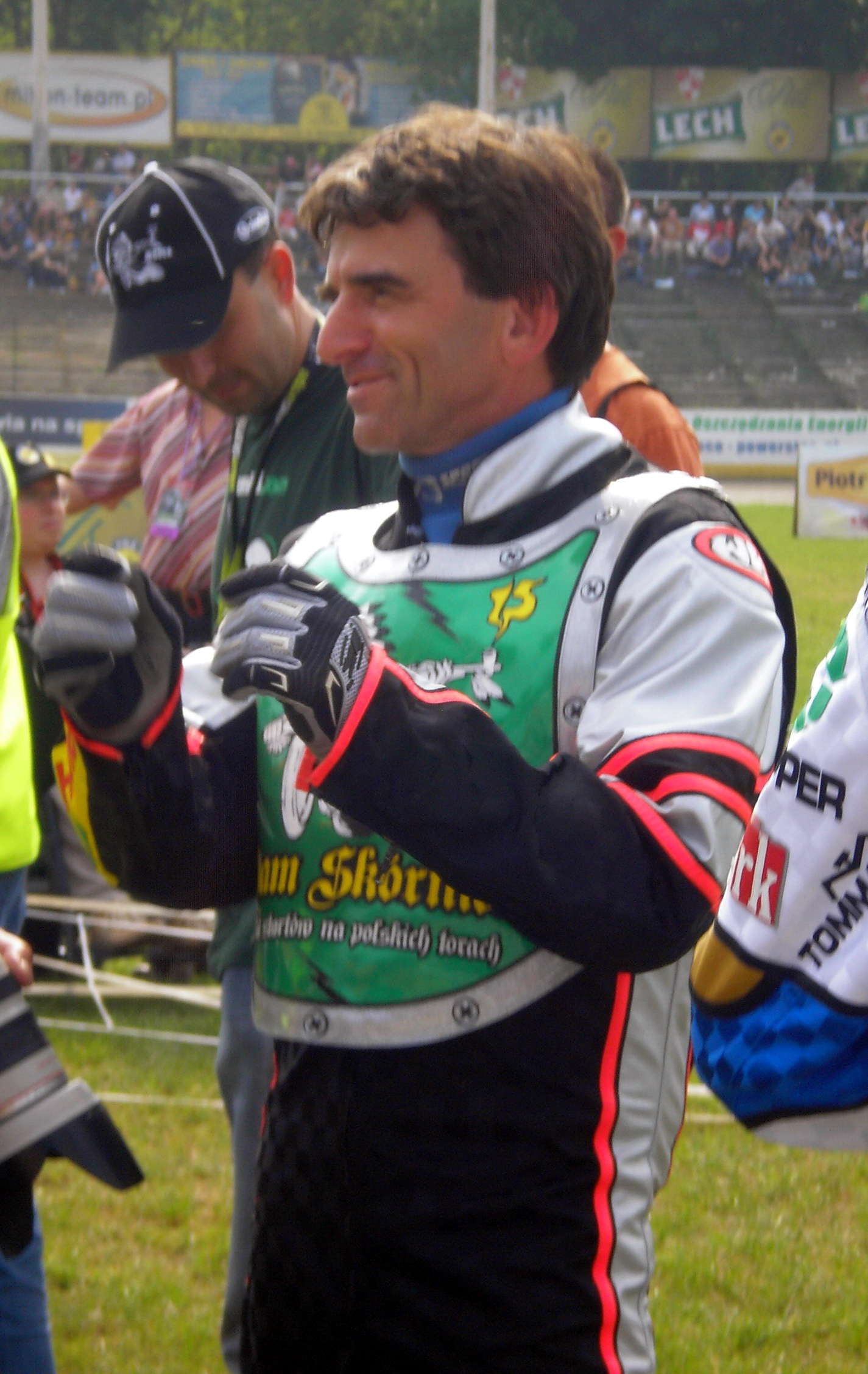
Roman Jankowski

XXXII Memoriał Alfreda Smoczyka odbył się 17 października 1982 r. Wygrał Roman Jankowski z Unii Leszno.  

## Wyniki
- 17 października 1982 r. (niedziela), Stadion im. Alfreda Smoczyka (Leszno)
- Najlepszy czas dnia: Wojciech Żabiałowicz – w 4 wyścigu i 6 wyścigu oraz Roman Jankowski – w 11 wyścigu - 70,00 sek.

| Msc. | Zawodnik                  | Klub                 | Pkt |              |  |
| ---- | ------------------------- | -------------------- | --- | ------------ |  |
| 1    | (3) Roman Jankowski       | Unia Leszno          | 15  | (3,3,3,3,3)  |  |
| 2    | (14) Wojciech Żabiałowicz | Apator Toruń         | 13  | (3,3,2,2,3)  |  |
| 3    | (7) Włodzimierz Heliński  | Unia Leszno          | 12  | (3,1,3,3,2)  |  |
| 4    | (2) Andrzej Huszcza       | Falubaz Zielona Góra | 10  | (w,1,3,3,3)  |  |
| 5    | (10) Mirosław Berliński   | Wybrzeże Gdańsk      | 10  | (2,2,1,2,3)  |  |
| 6    | (4) Jan Ząbik             | Apator Toruń         | 9   | (1,3,0,3,2)  |  |
| 7    | (15) Leonard Raba         | Kolejarz Opole       | 8   | (2,2,1,2,1)  |  |
| 8    | (9) Marek Kępa            | Motor Lublin         | 6   | (3,3,u,w,ns) |  |
| 9    | (12) Bogusław Nowak       | Stal Gorzów Wlkp.    | 6   | (1,2,2,0,1)  |  |
| 10   | (13) Maciej Jaworek       | Falubaz Zielona Góra | 5   | (0,1,2,2,0)  |  |
| 11   | (16) Czesław Piwosz       | Unia Leszno          | 5   | (1,1,1,1,1)  |  |
| 12   | (1) Ryszard Buśkiewicz    | Unia Leszno          | 4   | (2,2,w,-,-)  |  |
| 13   | (5) Paweł Waloszek        | Śląsk Świętochłowice | 3   | (2,0,0,0,1)  |  |
| 14   | (8) Piotr Pyszny          | ROW Rybnik           | 3   | (1,d,1,1,ns) |  |
| 15   | (11) Henryk Olszak        | Falubaz Zielona Góra | 2   | (d,d,2,-,-)  |  |
| 16   | (6) Robert Słaboń         | Sparta Wrocław       | 0   | (0,0,d,-,-)  |  |
|      | (R1) Jerzy Rembas         | Stal Gorzów Wlkp.    | 8   | (3,1,2,2)    |  |
|      | (R2) Bernard Jąder        | Unia Leszno          | 1   | (0,1,u)      |  |

## Bieg po biegu
1. (70,60) Jankowski, Buśkiewicz, Ząbik, Huszcza (w)
2. (71,20) Heliński, Waloszek, Pyszny, Słaboń
3. (70,80) Kępa, Berliński, Nowak, Olszak (d)
4. (70,00) Żabiałowicz, Raba, Piwosz, Jaworek
5. (70,80) Kępa, Buśkiewicz, Jaworek, Waloszek
6. (70,00) Żabiałowicz, Berliński, Huszcza, Słaboń
7. (70,20) Jankowski, Raba, Heliński, Olszak (d)
8. (70,20) Ząbik, Nowak, Piwosz, Pyszny (d)
9. (70,40) Rembas, Olszak, Piwosz, Słaboń (d), Buśkiewicz (w) / Rembas za Buśkiewicza
10. (71,00) Huszcza, Nowak, Raba, Waloszek
11. (70,00) Jankowski, Żabiałowicz, Pyszny, Kępa (u)
12. (70,40) Heliński, Jaworek, Berliński, Ząbik
13. (70,20) Heliński, Żabiałowicz, Rembas, Nowak / Rembas za Buśkiewicza
14. (70,80) Huszcza, Jaworek, Pyszny, Jąder / Jąder za Olszaka
15. (70,80) Jankowski, Berliński, Piwosz, Waloszek
16. (70,60) Ząbik, Raba, Jąder, Kępa (w) / Jąder za Słabonia
17. (71,00) Berliński, Rembas, Raba, Pyszny (ns) / Rembas za Buśkiewicza
18. (70,60) Huszcza, Heliński, Piwosz, Kępa (ns)
19. (71,40) Jankowski, Rembas, Nowak, Jaworek / Rembas za Słabonia
20. (71,60) Żabiałowicz, Ząbik, Waloszek, Jąder / Jąder za Olszaka

O Puchar ZW ZSMP
21. (70,40) Jankowski, Berliński, Jaworek (d)